# Leucotmemis nexa
Leucotmemis nexa là một loài bướm đêm thuộc phân họ Arctiinae, họ Erebidae.